# La chica de los ojos verdes
La chica de los ojos verdes (en inglés: Girl with Green Eyes) es una película británica de drama, adaptación de la novela literaria The Lonely Girl de Edna O'Brien. Fue la primera película dirigida por Desmond Davis, protagonizada por Peter Finch, Rita Tushingham, Lynn Redgrave y Julian Glover. Fue estrenada el 10 de agosto de 1964.

## Argumento
En Dublín de los años 60,  Kate Brady, una joven de origen campesino que resalta por su color de ojos verdes, llega a la ciudad y renta un cuarto junto a su amiga, Baba Brennan. Kate poco a poco se ve involucrada sentimentalmente con un escritor mayor que ella, Eugene Gaillard, ignorando a su compañera de cuarto de actitudes mundanas. 

## Elenco
- Peter Finch como Eugene Gaillard.
- Rita Tushingham como Kate Brady.
- Lynn Redgrave como Baba Brennan.
- Marie Kean como Josie Hannigan.
- Arthur O'Sullivan como James Brady.
- Julian Glover como Malachi Sullivan.
- T. P. McKenna como el sacerdote.
- Liselotte Goettinger como Joanna.
- Pat Laffan como Bertie Counham.
- Eileen Crowe como Señora Byrne.
- May Craig como Tía.
- Joe Lynch como Andy Devlin.
- Yolande Turner como Mary Maguire.
- Harry Brogan como Jack Holland.
- Joseph O'Donnell como Patrick Devlin.
- David Kelly como revisor.